# Triangle Staff
Triangle Staff är den japanska animationsstudion bakom animeserierna Serial Experiments Lain, Slayers och NieA under 7.